# 裃

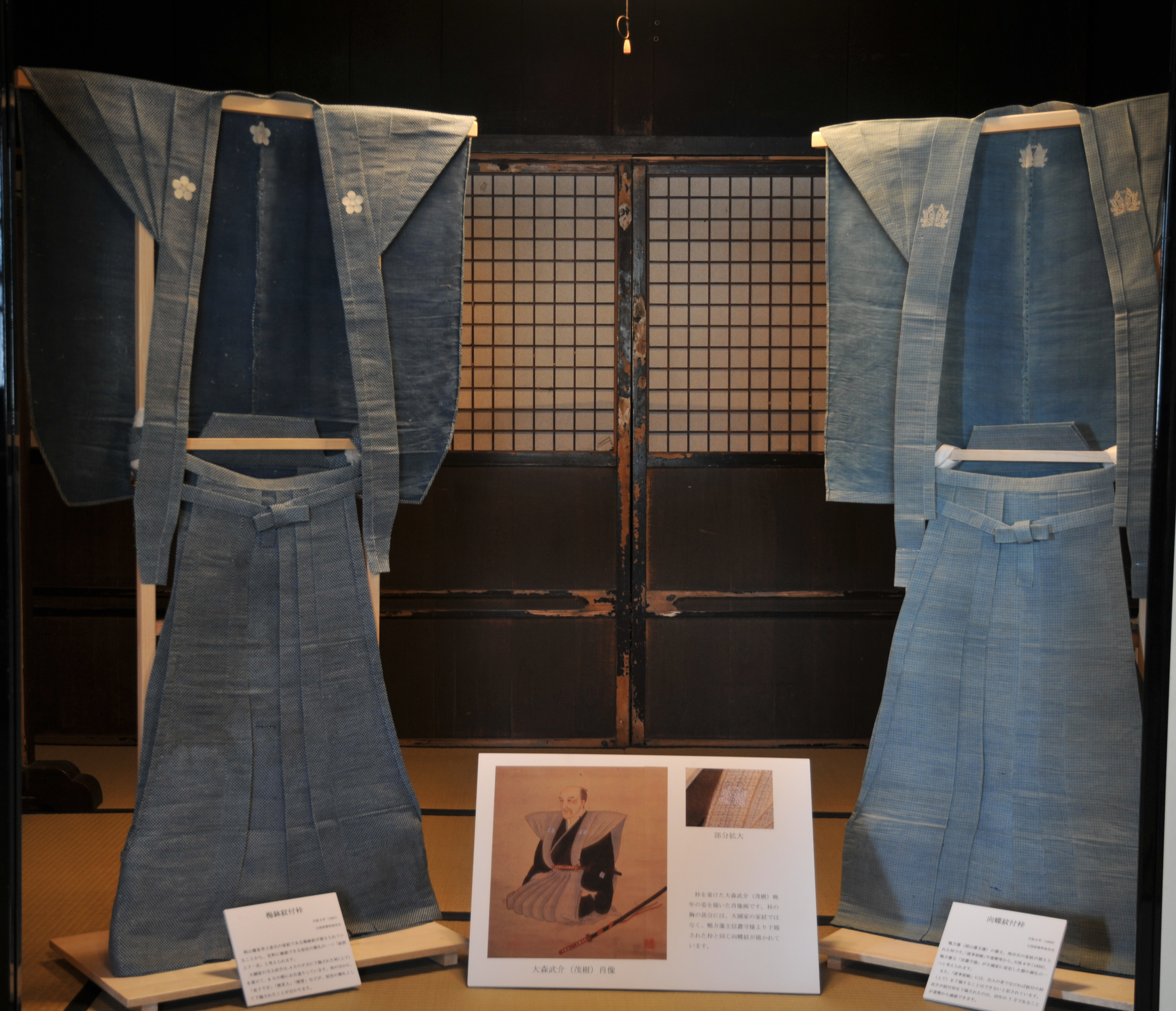
半裃。肩衣と袴が同じ生地で作られている。肩衣の両胸と背中に紋が入っているのがわかる。

裃（かみしも）とは、和服における男子の正装の一種。

## 概要
裃は「肩衣」（かたぎぬ）という上半身に着る袖の無い上衣と、「袴」の組合せで成り立ち、それらを小袖の上から着る。その多くは肩衣と袴を同色同質の生地で仕立て、肩衣の背と両胸、袴の腰板の四か所に紋を入れている。上（肩衣）と下（袴）を一揃いの物として作る衣服であることが命名の起源である。ただし継裃（つぎかみしも）といって肩衣と袴の色や生地がそれぞれ異なるものもある。室町時代の頃に起り、江戸時代には武士の平服または礼服とされた。百姓や町人もこれに倣い式日に着用することが多かったので、現在でも伝統芸能や祭礼などにおいて用いられる。また公家においても江戸時代には継裃を日常に着用していた。当初は「上下」と表記されたが、江戸時代の内に「𧘕𧘔」と書かれるようになり、更に「裃」と合字化された。

## 歴史
上で述べたように肩衣には袖が無いが、袖無しの衣服は近世以前より用いられていた。ただしそれらは袖をなくす事で動きやすくする庶民の普段着または作業着であった。また本来は狩衣や水干、直垂、 素襖など、これらの上衣と同色同質の生地で袴も仕立てることを「上下」（かみしも）と称した。

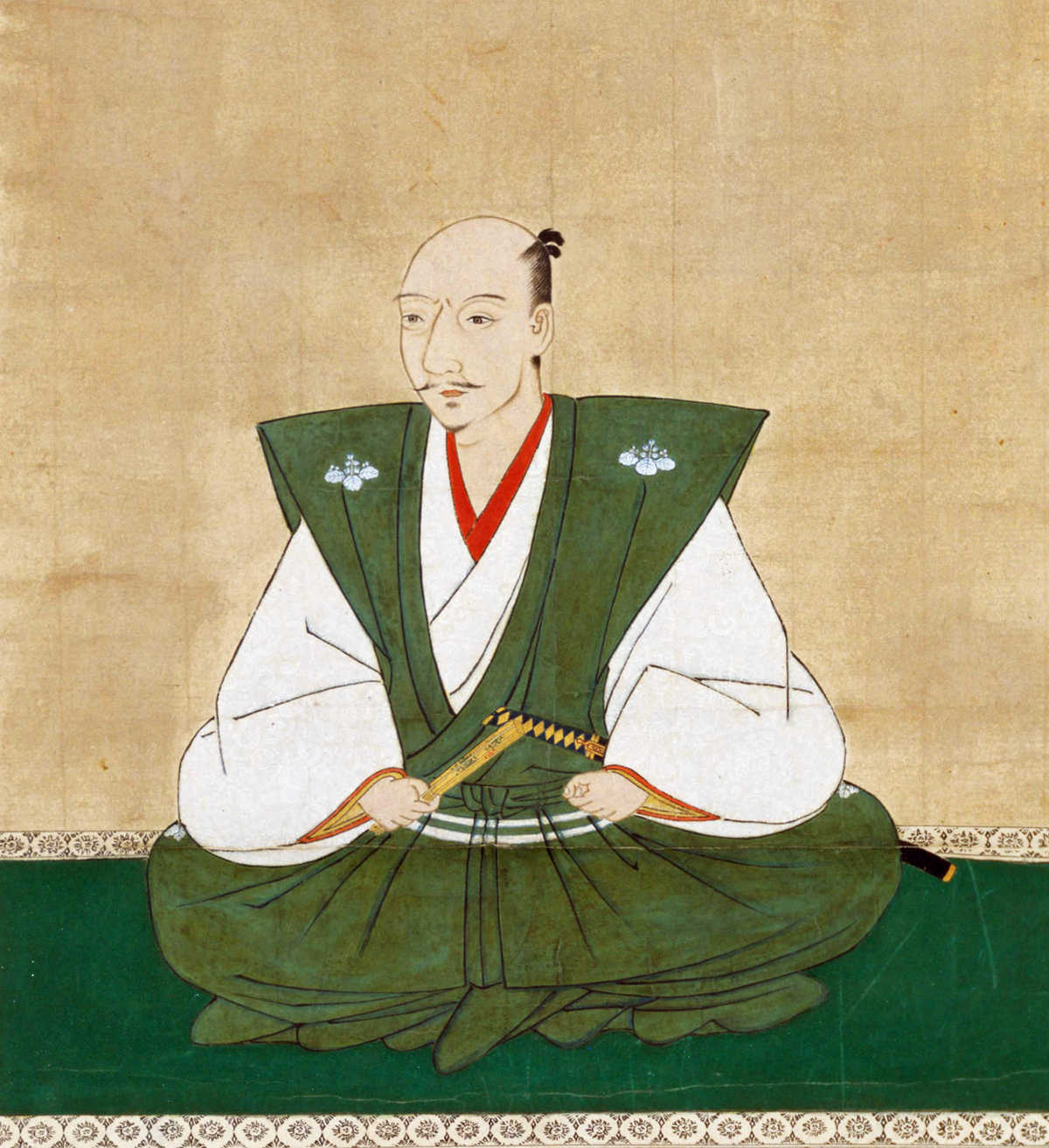
「織田信長像」　狩野元秀筆、天正11年(1583年)。肩衣の形や袴の相引（袴の両脇縫い目の部分）にも紋があるなど、裃としては江戸時代以前の古い様式をあらわしている。

肩衣と袴の組合せによる裃の起源は明らかではないが、江戸時代の故実書『青標紙』には、室町幕府将軍足利義満の頃、内野合戦で素襖の袖と裾を括って用いたことに始まるという伝承を記している。松永久秀または近衛前久が用いたのを始まりとする話もあるが確かではない。文献での使用例を辿ると、天文の頃には肩衣に袴の姿がすでに一般化していたと見られる。その後江戸時代に至り、肩衣と袴の「上下」が平時の略礼服として用いられるようになった。

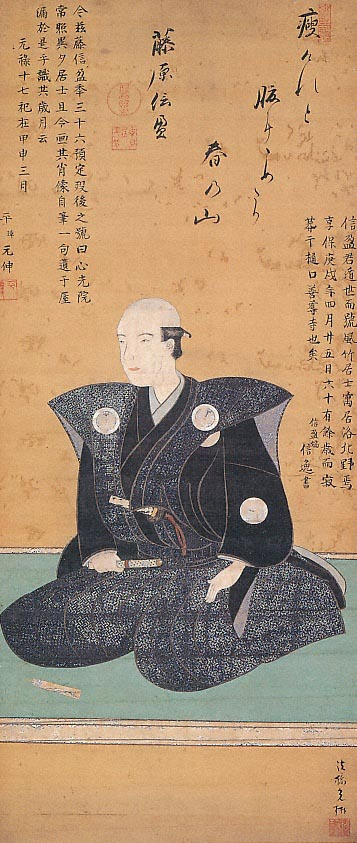
「中村内蔵助像」　尾形光琳筆、元禄17年（1704年）。描かれている裃は、現在見られるものにかなり形が近くなっているのが窺える。

もとは素襖から袖と胸紐を外しただけの構造であったらしいが、やがて肩衣のまえ身ごろに襞を取り細くして、打合せで着るのではなく、袴に裾を差込むかたちに変化した。その後さらに肩幅を広く取ることが流行し、元禄年間には生地幅一尺に至りこの寸法が固定した。江戸時代中期には鯨ひげを入れて肩を張らせる仕立てがあらわれる。後期には逆に肩の線を丸くすることがはやったといわれ、現在でも「一文字」と「蛤」（鴎）として両方の仕立てかたが残っている。
紋の位置は、素襖と同じく肩衣の背と両胸、袴の腰板と相引（あいびき）の六箇所が本来であったが、江戸時代になると相引の紋は略されるようになってゆく。また袴も、江戸期には大名と御目見以上の旗本は礼服として長袴を用いる習慣が生れ、これを「長裃」と称す。下に着る小袖は、江戸期には正式には熨斗目もしくは帷子（夏季）と定められ、色目にも身分差が設けられた。
古くは木綿で仕立てた肩衣もあり、繻子や緞子で仕立てた裃も普通に用いられたが、のちに生地は麻をもっぱらとし（三重県津市で麻製の津綟子とよぶ肩衣が明治まで生産されていた）、そのほかは龍紋（絹織物の一種）に限るのが一般的になった。また宝暦年間には小紋の裃が流行し、江戸城内で登城した大名たちが自国の小紋の精巧さを競う風潮も生まれた。
幕末になると裃に代えて羽織袴を平常服とすることになり、慶応3年（1867年）の大政奉還以後、公人が裃を着用することは廃されたが、伝統芸能や祭礼などの民間の諸行事においては現在でも用いられている。

## 種類
- 半裃（はんかみしも） - 通常の裃。長裃に対して、袴が通常の丈であることからこの名がある。起源的には長裃より古くから存在するが、長裃よりも略礼装とされる。士分の正装であり庶民の礼装であった。庶民は冠婚葬祭のみで着用したが、藩によっては着用の可否によって村役人の格として使われることもあった。
- 長裃（ながかみしも） - 裃の袴を、通常のもの（半裃）の1.5倍程度に丈を伸ばし、足を出さずに穿いて裾を引くようにしたもの。半裃よりさらに鄭重な礼装とされた。なお歌舞伎の舞台衣装などに用いられる際は、袴の丈が見栄えの点から2倍ほどもあるものが使われる。
- 継裃（つぎかみしも） - 肩衣と袴が同じ色や生地ではない裃。袴は半裃と同様、通常の丈である。半裃よりさらに略式の礼装とされるが、現在ではほとんど用いられない。江戸時代には京の公家も日常でこの継裃を着用していた[3]。
- 肩衣と前垂れ - 浄瑠璃や長唄など江戸時代に町人のあいだで発達した邦楽では、舞台上で裃を用いるとき袴を履かず、肩衣に「前垂れ」をつけることによって代用する。

## ギャラリー

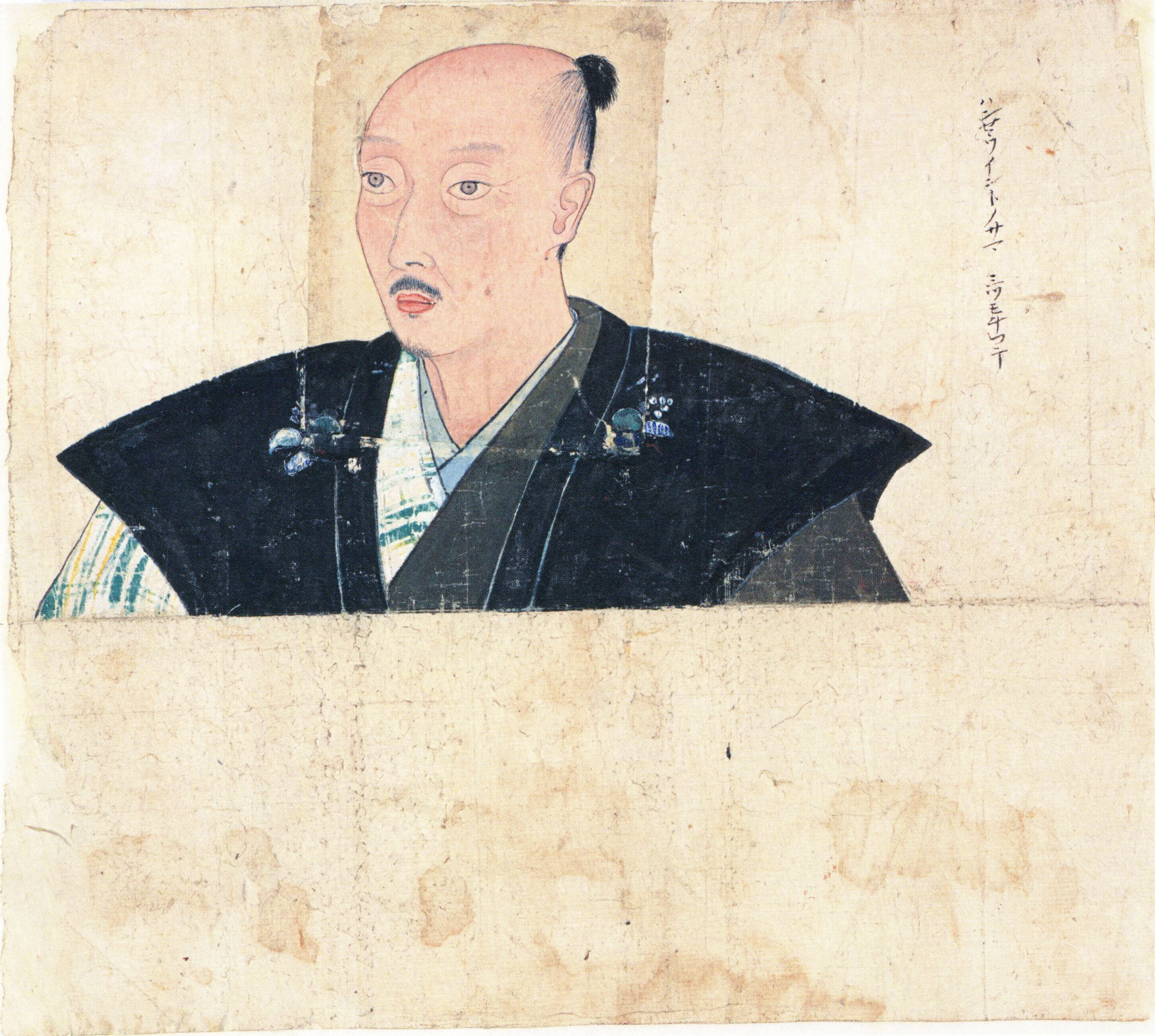
「足利義晴像」　土佐光茂筆、天文19年（1550年）。肩衣着用の姿を描く。
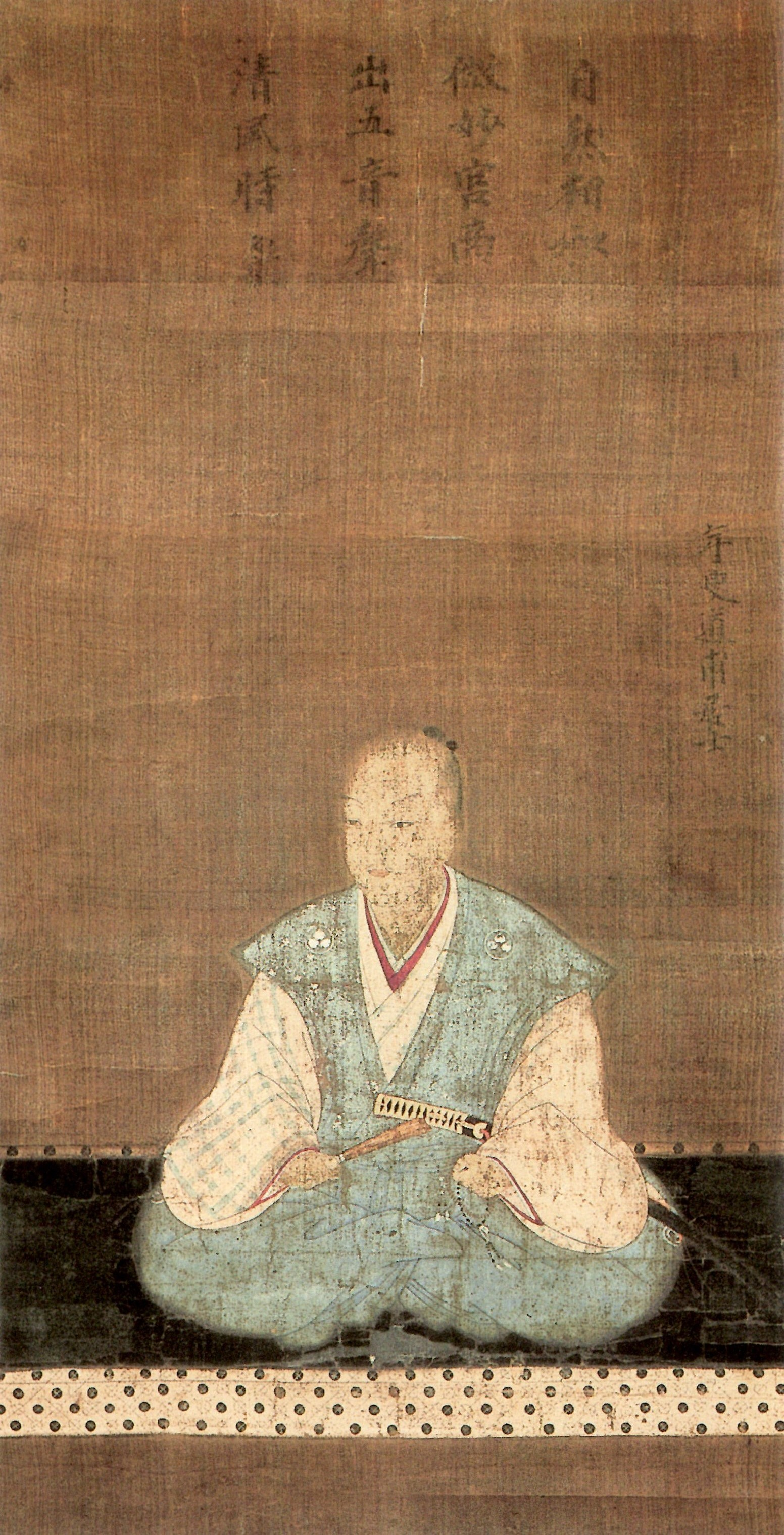
「松平清康像」　初期の様式の肩衣と袴を着用している。袴の相引にも紋が見られる。
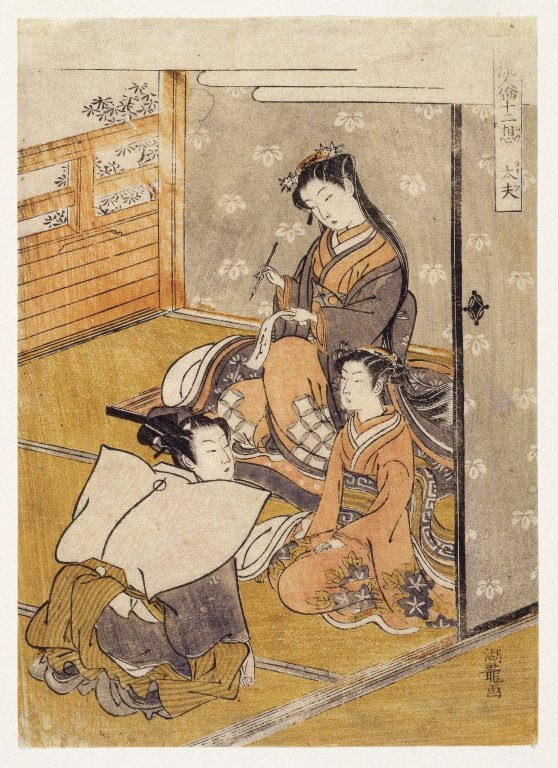
「風流人倫十二想　大夫」　礒田湖龍斎画。画面左手前の、前髪の若者が継裃を着用する。
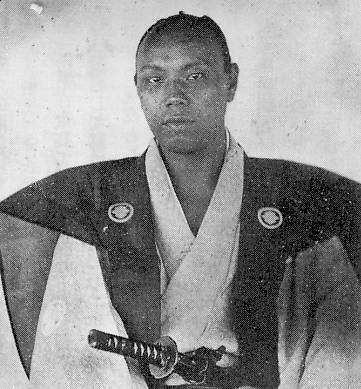
木村芥舟、1868年頃。この当時の肩衣が写っている。
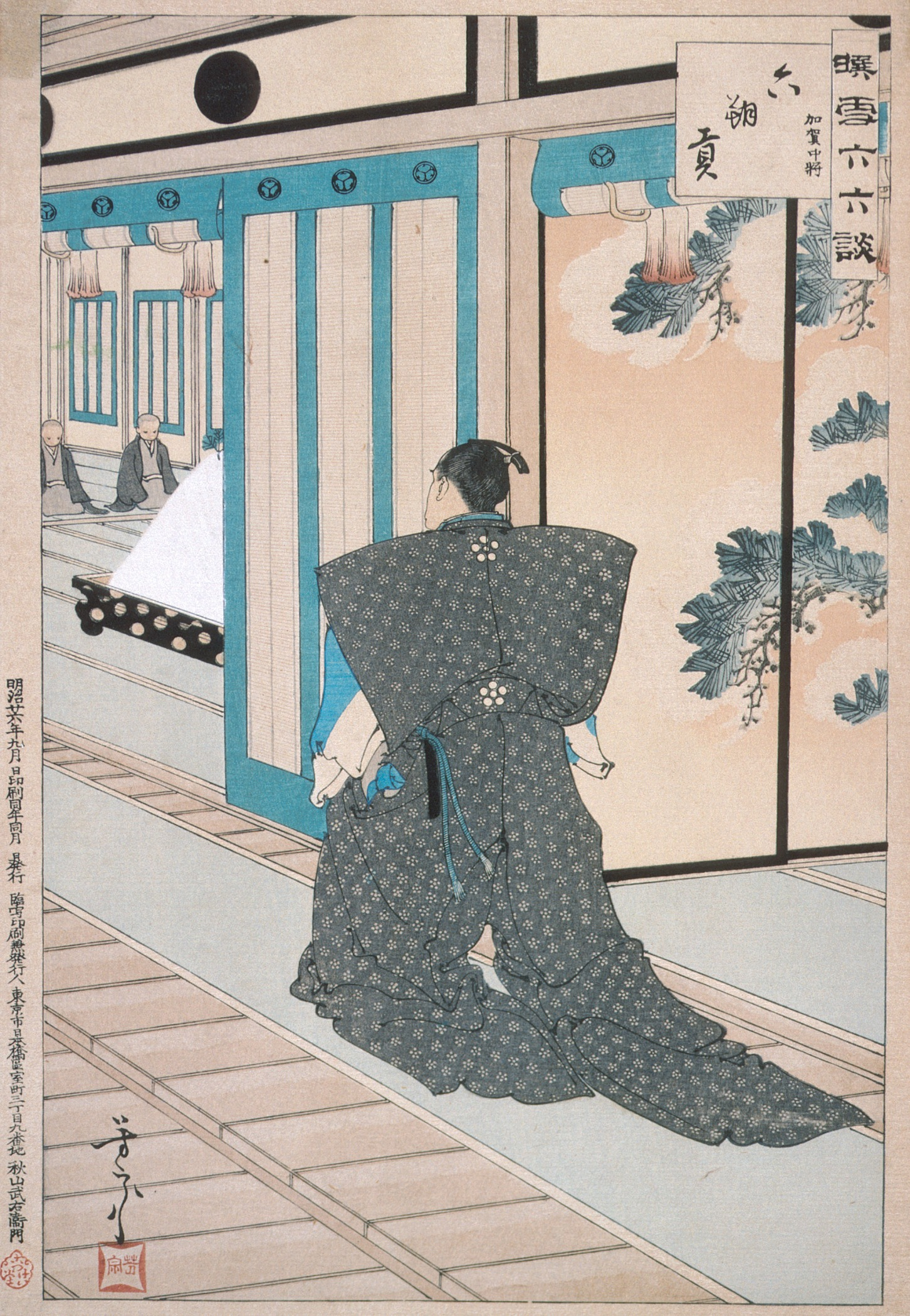
「撰雪六六談　加賀中将　六朔貢」　二代目歌川芳宗画、明治26年（1893年）9月。長裃の後姿を描く。
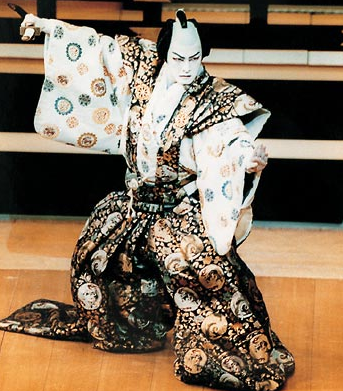
『義経千本桜』、「河連法眼館」の佐藤忠信（中村獅童）。歌舞伎における長裃着用の例。
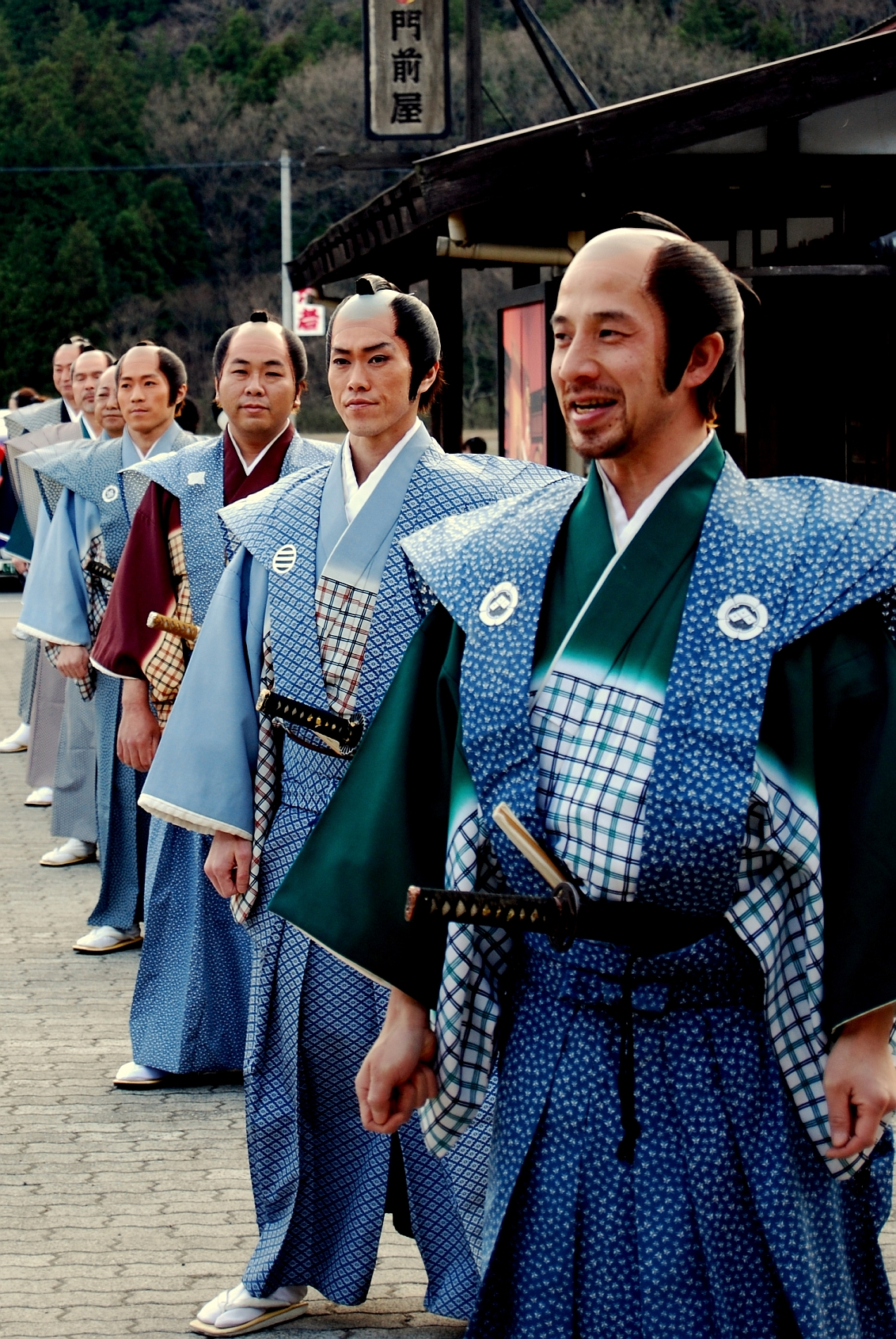
半裃。
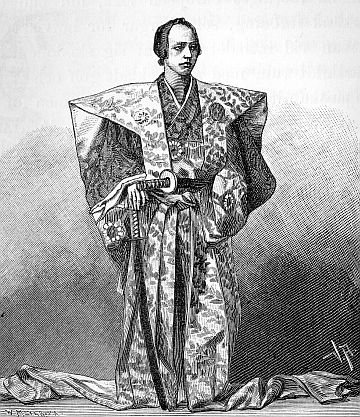
長裃。